# Ciklobután-tetraon
A ciklobután-tetraon szerves vegyület, képlete C4O4. Hivatalos neve ciklobután-1,2,3,4-tetraon. A ciklobután négyszeres ketonja. A szén-monoxid tetramerje.
A ciklobután-tetraon termodinamikailag valószínűleg nem stabil vegyület. Még nem állították elő számottevő mennyiségben, de tömegspektrometriás mérések szerint átmenetileg létezhet.

## Fordítás
Ez a szócikk részben vagy egészben  a   Cyclobutanetetrone című angol Wikipédia-szócikk ezen változatának fordításán alapul.  Az eredeti cikk szerkesztőit annak laptörténete sorolja fel. Ez a jelzés csupán a megfogalmazás eredetét és a szerzői jogokat jelzi, nem szolgál a cikkben szereplő információk forrásmegjelöléseként.